# Joseph Bernet
Joseph Bernet (Saint-Flour, 4 settembre 1770 – Aix-en-Provence, 5 luglio 1846) è stato un cardinale e arcivescovo cattolico francese.

## Biografia
Nacque a Saint-Flour il 4 settembre 1770.
Papa Gregorio XVI lo elevò al rango di cardinale nel concistoro del 19 gennaio 1846.
Morì il 5 luglio 1846 all'età di 75 anni.

## Genealogia episcopale e successione apostolica
La genealogia episcopale è:
- Cardinale Guillaume d'Estouteville, O.S.B.Clun.
- Papa Sisto IV
- Papa Giulio II
- Cardinale Raffaele Sansone Riario
- Papa Leone X
- Papa Paolo III
- Cardinale Francesco Pisani
- Cardinale Alfonso Gesualdo di Conza
- Papa Clemente VIII
- Cardinale Pietro Aldobrandini
- Cardinale Laudivio Zacchia
- Cardinale Antonio Barberini, O.F.M.Cap.
- Cardinale Nicolò Guidi di Bagno
- Arcivescovo François de Harlay de Champvallon
- Cardinale Louis-Antoine de Noailles
- Vescovo Jean-François Salgues de Valderies de Lescure
- Arcivescovo Louis-Jacques Chapt de Rastignac
- Arcivescovo Christophe de Beaumont du Repaire
- Cardinale César-Guillaume de la Luzerne
- Arcivescovo Gabriel Cortois de Pressigny
- Arcivescovo Hyacinthe-Louis de Quélen
- Cardinale Joseph Bernet

La successione apostolica è:
- Arcivescovo Marie-Dominique-Auguste Sibour (1840)